# 6767 Shirvindt
6767 Shirvindt è un asteroide della fascia principale. Scoperto nel 1983, presenta un'orbita caratterizzata da un semiasse maggiore pari a 2,6732611 UA e da un'eccentricità di 0,1407736, inclinata di 9,40933° rispetto all'eclittica.